# Stenocoryne
Stenocoryne là một chi thực vật có hoa trong họ Lan.